# Episodi di Sampei
Sampei (釣りキチ三平?, Tsurikichi Sanpei) è una serie anime del 1980, prodotta in 109 episodi, tratta dall'omonimo manga di Takao Yaguchi.

## Lista episodi
L'ordine seguente è quello della messa in onda in Italia, diversa da quella giapponese. Per l'ordine originale consultare la pagina giapponese.
| Nº  | Titolo italiano Giapponese 「Kanji」 - Rōmaji |
| 1   | La valle dei lamenti 「夜泣き谷の怪物1 鳴神淵の黒い影」 - yonaki tani no kaibutsu 1 narukami fuchi no kuroi kage |
| 1   | Sampei viene inviato dal nonno Ippei da un amico che abita nella Valle dei Lamenti, chiamata così per via del vociare notturno che le scimmie di quelle intonano non appena cala il sole. Arrivato sul posto, Sampei segue l'uomo, che lo porta a visitare la fornace di carbone dove vive assieme alla sua scimmietta. Insieme si dirigono verso un laghetto dove si trova una trota chiamata "il mostro". La scimmietta perde l'equilibrio e finisce in acqua, dove il mostro l'attacca per farne la sua preda. Immediatamente il padrone si getta nello stagno per salvare il suo animale e, dopo una strenua lotta con la trota, lo riporta a riva. Nel frattempo alla sua abitazione arrivano tre guardie che vogliono farlo andare via dalla valle perché proprio lì è prevista la costruzione di una diga. In tutta risposta, i militari fuggono a causa di una pioggia di serpenti causata dall'uomo. Il pericolo è solo rinviato. |
| 2   | Il mostro 「夜泣き谷の怪物2 左膳岩魚が翔んだ」 - yonaki tani no kaibutsu 2 hidari zen iwana ga ton da |
| 3   | Il grande predatore 「三ツ又池のギャング」 - san tsu mata ike no gyangu |
| 4   | Kappa 「三日月湖の野鯉1 お化けカッパの正体」 - mikaduki mizuumi no no koi 1 o bake kappa no shoutai |
| 5   | La carpa gigante 「三日月湖の野鯉2 魚紳さん勝負だ!」 - mikaduki mizuumi no no koi 2 sakana shin san shoubu da! |
| 6   | Una pesca disperata 「三日月湖の野鯉3 決死のドロボー釣り」 - mikaduki mizuumi no no koi 3 kesshi no dorobo tsuri |
| 7   | Il mistero della palude 「カルデラの青鮒1 青い沼のミステリー」 - karudera no ao funa 1 aoi numa no misuteri |
| 8   | La carpa blu 「カルデラの青鮒2 幻の青いウロコ」 - karudera no ao funa 2 maboroshi no aoi uroko |
| 9   | L'anima del lago 「カルデラの青鮒3 挑戦!青い巨ベラ」 - karudera no ao funa 3 chousen ! aoi kyo bera |
| 10  | L'esca artificiale 「毛バリの神サマ1 かげろうの舞い」 - ke bari no kami sama 1 kagerouno mai |
| 11  | Il mago della pesca 「毛バリの神サマ2 毛バリたたきの謎」 - ke bari no kami sama 2 ke bari tatakino nazo |
| 12  | La vedova nera 「毛バリの神サマ3 毛バリ山人石化けの術」 - ke bari no kami sama 3 ke bari yama nin sekika keno jutsu |
| 13  | Una giornata meravigliosa 「ゴロ引きゴンベ」 - goro biki gonbe |
| 14  | Il Takitaro (1ª parte) 「O池の滝太郎1 ヒット!ルアーが踊る」 - O ike no taki tarou 1 hitto! rua ga odoru |
| 15  | Il Takitaro (2ª parte) 「O池の滝太郎2 ムカシ岩魚の怪!」 - O ike no taki tarou 2 mukashi iwana no kai! |
| 16  | Il Takitaro (3ª parte) 「O池の滝太郎3 さらば!幻の滝太郎」 - O ike no taki tarou 3 saraba! maboroshi no taki tarou |
| 17  | Il re della costa 「磯の王者1 三平!はじめての海」 - iso no ouja 1 sanpei! hajimeteno umi |
| 18  | Il passato ritorna 「磯の王者2 砕かれたサングラス」 - iso no ouja 2 kudaka reta sangurasu |
| 19  | Una lezione di vita 「磯の王者3 来たぞ!イシダイ!三段引き!」 - iso no ouja 3 kita zo! ishidai! sandan biki! |
| 20  | Il lancio del battitore 「シロギスの涙1 シャークのジンの得意技」 - shirogisu no namida 1 shaku no jin no tokuiwaza |
| 21  | La gara 「シロギスの涙2 ロッドが唸る!無名島」 - shirogisu no namida 2 roddo ga ru! mumei shima |
| 22  | Il lancio dello squalo 「シロギスの涙3 激突!シャーク対フルターン」 - shirogisu no namida 3 gekitotsu! shaku tsui furutan |
| 23  | Un pesciolino da spiaggia 「シロギスの涙4 泣くなチャンピオン!」 - shirogisu no namida 4 naku na chanpion! |
| 24  | L'Itou delle paludi 「○の原野1 湿原の怪人!谷地坊主 （○はイトウ、魚へんに鬼）」 - (maru) no genya 1 shitsugen no kaijin ! yachi bouzu ((maru) ha itou, sakana henni oni) |
| 25  | Il pesce fantasma 「○の原野2 野ネズミルアーに迫る影 （○はイトウ、魚へんに鬼）」 - (maru) no genya 2 no nezumirua^ ni semaru kage ((maru) ha itou, sakana henni oni) |
| 26  | Il grande scontro 「○の原野3 湿原の大決戦! （○はイトウ、魚へんに鬼）」 - (maru) no genya 3 shitsugen no dai kessen! ((maru) ha itou, sakana henni oni) |
| 27  | La maledizione del cavaliere 「メッコ岩魚の怪」 - mekko iwana no kai |
| 28  | La volpe smarrita 「釣り場の子ギツネ」 - tsuriba no ko gitsune |
| 29  | Il pesce diavolo 「カジカの夜突き」 - kajika no yoru tsuki |
| 30  | Uno stagno pericoloso 「三角瀞の主」 - sankaku toro no shu |
| 31  | Un campione 「ススキ川原エレジー」 - susuki kawara ereji |
| 32  | Il pesce mangiaerba 「蕪渡しの草魚」 - kabura watashi no kusa sakana |
| 33  | La mini pesca 「小さなビッグゲーム」 - chiisa na biggugemu |
| 34  | La canna maledetta 「怨み竿」 - urami sao |
| 35  | La veste dell'angelo 「幽沼の羽衣鮒」 - yuu numa no hagoromo funa |
| 36  | Il mostro della vecchia palude 「古沼の大怪魚」 - ko numa no dai kai sakana |
| 37  | Uno stagno da salvare 「おっぽり沼の緋鮒」 - oppori numa no hi funa |
| 38  | Solo leggende 「坊主沢の沢坊主」 - bouzu sawa no sawa bouzu |
| 39  | Un dono dallo spazio 「焼沼の宇宙ブナ」 - yaki numa no uchuu buna |
| 40  | Il Matsugoro (1ª parte) 「有明海のムツゴロウ その1」 - ariakekai no mutsugorou sono 1 |
| 41  | Il Matsugoro (2ª parte) 「有明海のムツゴロウ その2」 - ariakekai no mutsugorou sono 2 |
| 42  | Il Matsugoro (3ª parte) 「有明海のムツゴロウ その3」 - ariakekai no mutsugorou sono 3 |
| 43  | Il derby del salmone (1ª parte) 「カナダのサーモンダービー その1」 - kanada no samondabi sono 1 |
| 44  | Il derby del salmone (2ª parte) 「カナダのサーモンダービー その2」 - kanada no samondabi sono 2 |
| 45  | Il derby del salmone (3ª parte) 「カナダのサーモンダービー その3」 - kanada no samondabi sono 3 |
| 46  | Una trota particolare 「山上湖の舞姫 その1」 - yamagami mizuumi no mai hime sono 1 |
| 47  | Una nuova esca 「山上湖の舞姫 その2」 - yamagami mizuumi no mai hime sono 2 |
| 48  | La gran balt 「山上湖の舞姫 その3」 - yamagami mizuumi no mai hime sono 3 |
| 49  | La pesca radiocomandata 「RCフィッシング」 - RC fisshingu |
| 50  | La carpa dai petali di ciliegio 「桜吹雪カラス鯉」 - sakura fubuki karasu koi |
| 51  | Il falco pescatore 「ライギョ対ミサゴ王者の対決」 - raigyo tsui misago ouja no taiketsu |
| 52  | L'albero delle carpe 「黄金の鯉 前編」 - ougon no koi zenpen |
| 53  | La carpa dorata 「黄金の鯉 後編」 - ougon no koi kouhen |
| 54  | Il marlin blu delle Hawaii (1ª parte) 「ハワイのブルーマーリン その1」 - hawai no burumarin sono 1 |
| 55  | Il marlin blu delle Hawaii (2ª parte) 「ハワイのブルーマーリン その2」 - hawai no burumarin sono 2 |
| 56  | Il marlin blu delle Hawaii (3ª parte) 「ハワイのブルーマーリン その3」 - hawai no burumarin sono 3 |
| 57  | Il marlin blu delle Hawaii (4ª parte) 「ハワイのブルーマーリン その4」 - hawai no burumarin sono 4 |
| 58  | Il pesce che taglia le dita 「手形沼の指切り魚」 - tegata numa no yubi kiri sakana |
| 59  | Il pesce dragone della cascata del Ryu-zin (1ª parte) 「竜神滝の竜 前編」 - ryuu kami taki no ryuu zenpen |
| 60  | Il pesce dragone della cascata del Ryu-zin (2ª parte) 「竜神滝の竜 後編」 - ryuu kami taki no ryuu kouhen |
| 61  | La pesca con la cicala 「蝉しぐれのブラウン」 - semi shigureno buraun |
| 62  | Gara di pesca con il temporale 「驟雨のオトリアユ」 - shuuu no otoriayu |
| 63  | Hachico "Il cane pescatore" (1ª parte) 「釣犬ハチ公 前編」 - tsuri inu hachi kou zenpen |
| 64  | Hachico "Il cane pescatore" (2ª parte) 「釣犬ハチ公 後編」 - tsuri inu hachi kou kouhen |
| 65  | La carpa iridata della valle di Shigure 「しぐれ谷の化物イワナ」 - shigure tani no bakemono iwana |
| 66  | L'ultima diga di Yanagawa 「簗川流簗秘伝」 - yana kawa ryuu yana hiden |
| 67  | Le strane tattiche di Sampei 「三平式珍ドウ作戦」 - sanpei shiki chin dou sakusen |
| 68  | La leggenda della carpa di Osato 「お里鮒伝説」 - o sato funa densetsu |
| 69  | I pescatori di Akaneya 「茜屋流小鷹網 幻の投網の巻」 - akane ya ryuu shou taka ami maboroshi no toumou no kan |
| 70  | Il lancio della rete Kodaka 「茜屋流小鷹網 紀ノ川の巻」 - akane ya ryuu shou taka ami kinokawa no kan |
| 71  | La notte dei fuochi 「茜屋流小鷹網 鬼手仏心の巻」 - akane ya ryuu shou taka ami oni te hotoke kokoro no kan |
| 72  | La vibrazione fatale 「ガッチンがん鉄」 - gacchin gan tetsu |
| 73  | Il killer del lago 「湖の殺し屋ブラックバス」 - mizuumi no koroshiya burakkubasu |
| 74  | La ricerca disperata 「紅葉堤の大ニジマス」 - kouyou tsutsumi no dai nijimasu |
| 75  | La carpa gigante della sponda di Taro 「太郎沼の巨鯉」 - tarou numa no kyo koi |
| 76  | La mamma pescatrice 「フィッシングかあちゃん」 - fisshingu kaachan |
| 77  | La gara per le nozze 「トモ釣り伝授」 - tomo tsuri denju |
| 78  | La trota dorata della valle dell'oro 「黄金谷のキンイワナ」 - ougon tani no kin'iwana |
| 79  | Il mostro rosso e la grande canna da pesca 「アカブチと幻の名竿」 - akabuchi to maboroshi no mei sao |
| 80  | Una gara movimentata 「釣り堀奮戦記」 - tsuri hori funsenki |
| 81  | Il ripopolamento del fiume 「イワナ大移植作戦」 - iwana dai ishoku sakusen |
| 82  | La pesca dello Sperlano 「ワカサギの氷穴釣り」 - wakasagi no koori ana tsuri |
| 83  | La libellula rossa 「尺バヤのアカネ釣り」 - shaku baya no akane tsuri |
| 84  | Un amico appena conosciuto 「ペンペン釣りとポカン釣り」 - penpen tsuri to pokan tsuri |
| 85  | La prima pesca dell'anno 「クキのドン突き」 - kuki no don tsuki |
| 86  | La pesca al gigantesco Kokuren 「幻の大魚コクレン」 - maboroshi no dai sakana kokuren |
| 87  | Il mistero delle pietre di fuoco 「火の石の謎」 - hi no ishi no nazo |
| 88  | Il mostro del lago 「念珠湖のネッシー」 - nen shu mizuumi no nesshi |
| 89  | Il sasso fantasma 「石化け」 - sekika ke |
| 90  | Strategia per la cattura della carpa gigante 「巨鯉釣り大作戦」 - kyo koi tsuri daisakusen |
| 91  | L'arte segreta della canna di Pampass 「秘技!ススキ釣り」 - higi! susuki tsuri |
| 92  | Il trapianto della trota dorata 「黄金のマス・ゴールデントラウト」 - ougon no masu ・ gorudentorauto |
| 93  | La pesca durante l'eclissi 「ニンフの誘惑」 - ninfu no yuuwaku |
| 94  | Il pesce arabescato 「カラクサ模様の怪魚」 - karakusa moyou no kai sakana |
| 95  | La principessa dell'acqua 「水のプリンセス」 - mizu no purinsesu |
| 96  | Lo "Yamame", la magica pietra del lago di montagna 「渓流の魔術師ヤマセミ」 - keiryuu no majutsushi yamasemi |
| 97  | L'estate per il giovane Ayu 「若鮎たちの夏」 - jaku ayu tachino natsu |
| 98  | Ito il re della palude 「湿原の王者釣り」 - shitsugen no ouja tsuri |
| 99  | I bracconieri (1ª parte) 「襲われたイワナ密漁者」 - osowa reta iwana mitsuryousha |
| 100 | I bracconieri (2ª parte) 「熊撃ちマタギの三四郎」 - kuma uchi matagi no sanshirou |
| 101 | La pesca d'inverno 「寒バヤのアシ竿釣り」 - kan baya no ashi sao tsuri |
| 102 | La pesca a pressione (1ª parte) 「ドン突き!たまきんトリオ」 - don tsuki! tamakin torio |
| 103 | La pesca a pressione (2ª parte) 「ドン突き!三平（秘）作戦」 - don tsuki! sanpei (hi) sakusen |
| 104 | Il mistero delle carpe crociane argentate 「春の小川・ギンブナ騒動」 - haru no ogawa ・ ginbuna soudou |
| 105 | Trappola per un pescatore 「落鮎のコロガシ釣り」 - raku ayu no korogashi tsuri |
| 106 | Il pesce misterioso della valle maledetta 「呪い谷の怪奇魚」 - noroi tani no kaiki sakana |
| 107 | Caccia notturna al Matsugoro 「カジカの夜突き・蛍火の謎」 - kajika no yoru tsuki ・ hotaru hi no nazo |
| 108 | Lotta contro la morte 「ケダニ先生奮戦記」 - kedani sensei funsenki |
| 109 | Rinzo il falconiere 「大空へはばたけ、三平!」 - oozora hehabatake, sanpei! |